# Геленджик (аеропорт)
Аеропорт Геленджик (IATA: GDZ, ICAO: URKG) - аеропорт в Краснодарському краї, Росія знаходиться в курортному місті Геленджик. Аеропорт був відкритий для пасажирів 5 червня 2010 року

## Типи приймаємих суден
Аеропорт Геленджик здатний приймати літаки Ан-24, Ан-26, Ан-72, Ан-74, Ан-148, Ил-62, Ил-76, Ил-96, Ту-134, Ту-154, Ту-204, Ту-214, Як-40, Як-42, Airbus A319, Airbus A320, Airbus A321, ATR 42, ATR 72, Boeing 737, Boeing 757, Bombardier CRJ 100/200, Embraer EMB 120 Brasilia і все більш легкі, а також вертольоти всіх типів. Посадка і зліт високошумних літаків Ту-134, Ту-154, Ил-76, Ил-62 заборонені щодня в період 19.00—03.00 UTC.

## Авіалінії та напрямки, лютий 2020
| Авіакомпанія     | Пункт призначення                                   |
| ---------------- | --------------------------------------------------- |
| Aeroflot         | Сезонний: Москва-Шереметьєво                        |
| IrAero           | Сезонний: Іркутськ, Омськ                           |
| Pobeda           | Сезонний: Москва-Внуково                            |
| Rossiya Airlines | Сезонний: Санкт-Петербург                           |
| RusLine          | Сезонний: Санкт-Петербург                           |
| S7 Airlines      | Москва-Домодєдово (з 29 квітня 2020)                |
| Severstal        | Сезонний: Череповець                                |
| Ural Airlines    | Сезонний: Москва-Домодєдово, Єкатеринбург           |
| UVT Aero         | Москва-Домодєдово Сезонний: Челябінськ, Казань, Уфа |
| UTair            | Сезонний: Москва-Внуково, Сургут                    |
| Yamal Airlines   | Сезонний: Тюмень                                    |

## Пасажирообіг
Див. джерело запитів Вікіданих та джерела.

## Ресурси Інтернету
- Gelendzik Airport Official website (англ.) (рос.)